# سفیر آکردیته
سفیر آکرودیته (به فرانسوی: accredited ambassador) سفیری که علاوه بر کشور محل مأموریتش، در کشور دیگر نیز که سفیر ندارد، از جانب کشور متبوع خود مأموریت انجام کاری را تقبٌل می‌نماید. در واقع، سفیر آکردیته، سفیری است که در دو محل به مأموریت می‌پردازد.
سفیر آکردیته، نوعی سفیر سیار است. قبل از حبیب‌الله هویدا، مشهور به عین الملک، یعنی قبل از سال ۱۳۰۹ هجری شمسی، «وزیر مختار ایران در مصر»، سفیر سیار ایران در عربستان شد. این شخص سه بار به سفارت سیار ایران در عربستان رسید.